# 天鹽有明站

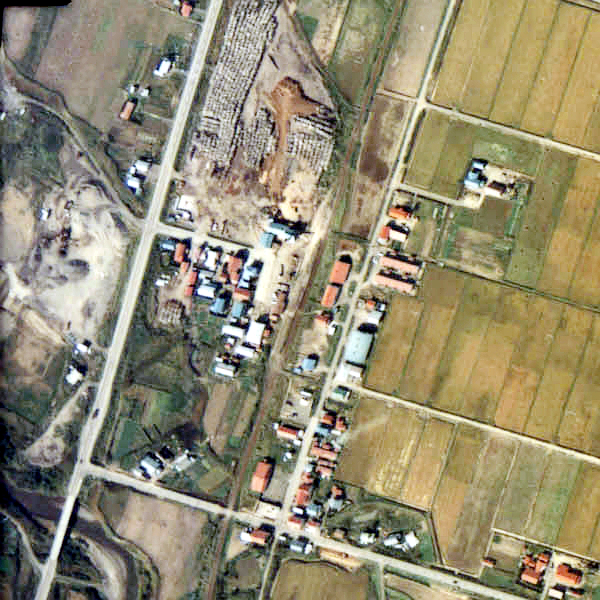
1977年的天鹽有明站與方圓約500米範圍。上方為幌延方向。雖然車站附近有許多屋，但是車站已經無人化。圖中還可看見島式月台的分支部分。車站大樓一方的路軌已經難以識別。除了島式月台後，站內設有副本線和一條貨物起卸線。上方的木工場不會使用本線。

天鹽有明站（日语：／ Teshio-Ariake eki */?）是位於北海道苫前郡初山別村字有明，日本國有鐵道（國鐵）的羽幌線車站（廢站）。隨著羽幌線廢線，車站在1987年（昭和62年）3月30日廢除。
部分普通列車通過此站，在1986年（昭和61年）11月1日改正的時間表（廢除時的時間表），下行1班列車通過此站（為急行「羽幌」後續的列車，只停靠主要車站。上行班次停站））。

## 歷史
- 1957年（昭和32年）11月6日 - 日本國有鐵道羽幌線築別站至初山別站之間開通，此站啟用[1]。當時為旅客車站[1]。
- 1970年（昭和45年）9月7日 - 結束處理貨物和行李[1]。廢除交會設備。同時成為無人（簡易委託）車站。
- 1987年（昭和62年）3月30日 - 羽幌線全線廢除，此站也廢除[1]。

## 車站構造
截至車站廢除前，車站是一座地面車站，設有1面1線的島式月台（只使用單面）。曾經設有1面2線的月台，當時可進行列車交會。截至廢除時為無人車站（簡易委託），交會設備廢除。車站大樓一方（站內西南方）設只有1線沙側線。此外，在車站大樓一方，靠近留萌和幌延兩方設有轉轍器，可連接側線。車站大樓在有人車站時代已經存在，連接月台南邊的站內平交道。

## 站名的由來
車站名稱取自車站所在地。在開設時，由於大糸線已經設有有明站，因此冠上了舊國名「天鹽」。
所在地原本名稱取自阿伊努語的「モチュクペッ（mo-cukpet）」，其意思是小川、築別川、築別，因此當時的地方名稱為茂築別（もちくべつ）。在啟用前的1941年（昭和16年），字名修正時，向公開招募名稱。有明這個名稱寓意「即使背著月亮也要工作」。

## 車站周邊
- 北海道道708號有明天鹽有明停車場線（日语：北海道道708号有明天塩有明停車場線）
- 北海道道612號築別天鹽有明停車場線（日语：北海道道612号築別天塩有明停車場線）
- 國道232號（日语：国道232号）（天賣國道/日本海奧羅龍線（日语：日本海オロロンライン））
- 羽幌警署（日语：羽幌警察署）有明駐在所
- 有明郵局
- 茂築別川
- 瀨木內川

## 現況

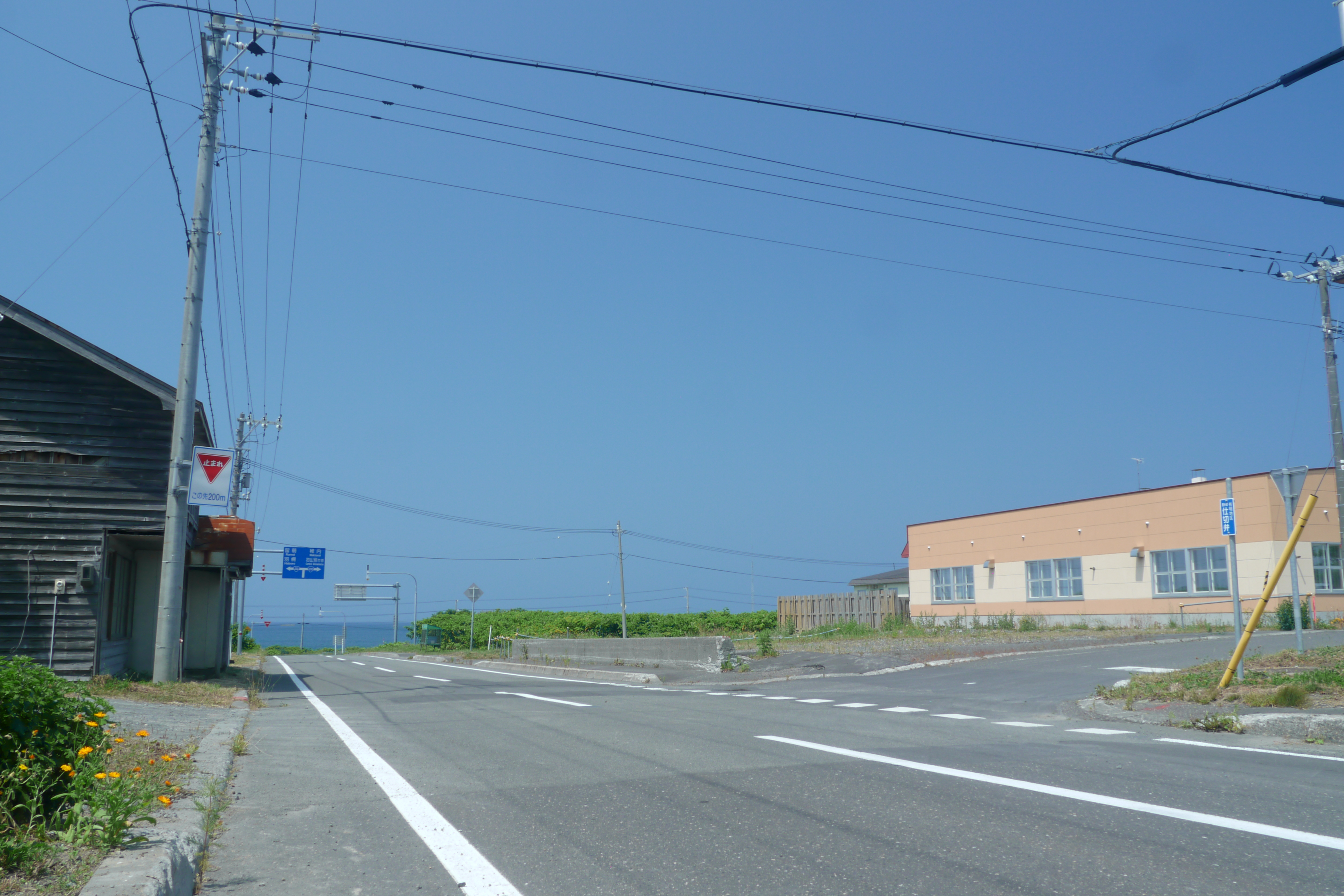
天鹽有明站蹟（2011年7月28日）

截至1999年（平成11年），車站變成一個鋪滿沙石的空地。只遺下站前食堂。
另外，截至2010年（平成22年），此站至天鹽榮站之間保留了初山別隧道。

## 相鄰車站
日本國有鐵道
羽幌線
築別－天鹽有明－天鹽榮

## 注腳
1. 1 2 3 4 5 6 7  石野哲（編）. . JTB. 1998: 872. ISBN 978-4-533-02980-6 （日语）.
2. ↑  時刻表《JNR編集 時刻表 1987年4月号》（弘濟出版社，1987年4月發行）JR新聞13頁。
3. ↑  書籍《国鉄全線各駅停車1 北海道690駅》（小學館、1983年7月發行）201頁。
4. 1 2   第1版. 札幌市: 日本国有鉄道北海道総局. 1973-3-25: 108. ASIN B000J9RBUY （日语）.
5. ↑   (PDF). アイヌ語地名リスト. 北海道 環境生活部 アイヌ政策推進室. 2007  [2016-06-25]. （原始内容 (PDF)存档于2018-05-13） （日语）.
6. ↑  本多 貢. 児玉 芳明 , 编. . 札幌市: 北海道新聞社. 1995-01-25: 118. ISBN 4893637606. OCLC 40491505 （日语）.
7. ↑  書籍《鉄道廃線跡を歩くVI》（JTB出版，1999年3月發行）23-24頁。
8. ↑  書籍《新 鉄道廃線跡を歩く1 北海道・北東北編》（JTB出版，2010年4月發行）46-48頁。

## 外部連結
- 羽幌線廢線跡調査 （页面存档备份，存于）（日語）